# Scalpelliformes
Scalpelliformes zijn een orde van rankpootkreeften.

## Taxonomie
De volgende taxa zijn bij de orde ingedeeld:
- Familie Calanticidae Zevina, 1978
- Familie Lithotryidae Gruvel, 1905
- Familie Neolepadidae Yamaguchi, Newman & Hashimoto, 2004
- Familie Pollicipedidae Leach, 1817
- Familie Probathylepadidae Ren & Sha, 2015
- Familie Scalpellidae Pilsbry, 1907